# Działanie algebraiczne
Działanie algebraiczne (operacja algebraiczna) – przyporządkowanie jednemu lub większej liczbie elementów (nazywanych argumentami lub operandami) jednego elementu (nazywanego wynikiem).
Argumentami i wynikami działań mogą być dowolne obiekty matematyczne: liczby (skalary), wektory, macierze, tensory, algebry, zdania logiczne, funkcje itp.
Do podstawowych działań algebraicznych należą tradycyjne działania arytmetyczne (tj. działania na liczbach), jak dodawanie, odejmowanie, mnożenie, dzielenie, podnoszenie do potęgi, pierwiastkowanie. Działania te – odpowiednio zdefiniowane – mogą być wykonane także na macierzach, wyrażeniach algebraicznych, czy na innych elementach struktury algebraicznej, jak grupy czy pola. Działaniem algebraicznym jest też obliczanie iloczynu skalarnego, obliczanie potęgi całkowitej i wymiernej.
Działaniem algebraicznym nie jest zaś np. obliczanie pochodnej funkcji.
Ze względu na liczbę argumentów wyróżnia się:
- działania zeroargumentowe – mają zero argumentów,
- działania jednoargumentowe (unarne),
- działania dwuargumentowe (binarne).

Dziedziną działania jest iloczyn kartezjański zbiorów, z których bierze się argumenty.
Przeciwdziedziną działania jest zbiór, w którym znajdują się wyniki działania.
Działanie z każdym elementem dziedziny wiąże dokładnie jeden element przeciwdziedziny.
Dany zbiór z określonymi na nim działaniami algebraicznymi nazywa się algebrą ogólną (krótko: algebrą). Działania zdefiniowane na tym zbiorze nazywa się „sygnaturą”. Badaniem działań w najogólniejszym sensie zajmuje się algebra uniwersalna.

## Definicja działania
(1) Definicja: Działanie {\displaystyle \omega } to funkcja postaci
{\displaystyle \omega \colon X_{1}\times \ldots \times X_{n}\to Y.}
(2) Zbiór {\displaystyle X_{1}\times \ldots \times X_{n}} nazywa się dziedziną działania.
(3) Zbiór {\displaystyle Y} nazywa się przeciwdziedziną działania.
(4) Liczbę argumentów {\displaystyle n} nazywa się typem, arnością lub argumentowością działania:
- działanie jednoargumentowe ma argumentowość / arność równą {\displaystyle 1,}
- działanie dwuargumentowe ma argumentowość / arność {\displaystyle 2,}
- działanie zeroargumentowe jest po prostu elementem przeciwdziedziny {\displaystyle Y,}
- działanie o arności {\displaystyle n} nazywa się działaniem {\displaystyle n}-arnym lub {\displaystyle n}-argumentowym.

Np. dodawanie w zbiorze liczb rzeczywistych to działanie 2-argumentowe, której dziedziną jest iloczyn kartezjański {\displaystyle R\times R,} tj.
{\displaystyle +\colon R\times R\to R.}
Uwaga:
Powyższa definicja działania obejmuje tzw. działania skończone, tzn. odnosi się do skończonej liczby argumentów. Istnieją rozszerzenia, w których argumentowość jest nieskończoną liczbą porządkową lub kardynalną, a nawet dowolnym zbiorem indeksującym argumenty.

## Typy argumentów / wyników działań
Argumentami i wynikami działań mogą być dowolne obiekty matematyczne: liczby (skalary), wektory, macierze, tensory, algebry itp. W zależności od rodzaju argumentów i wyników można zdefiniować różne działania, np.
- działania na liczbach (dodawanie, odejmowanie, mnożenie, dzielenie, potęgowanie, pierwiastkowanie)
- działania na wektorach (dodawanie, odejmowanie, mnożenie skalarne wektorów, mnożenie wektorowe, mnożenie wektora przez skalar)
- działania na zbiorach:
  - działania jednoargumentowe, np. znajdowanie dopełnienia zbioru
  - działania dwuargumentowe, np. tworzenie sumy i iloczynu zbiorów
- działania na zdaniach logicznych:
  - jednoargumentowe: negacja („nie”)
  - dwuargumentowe: koniunkcja („i”), alternatywa („lub”), implikacja, równoważność
- działania na macierzach:
  - działania wewnętrzne (wynikiem działania jest macierz)
    - dodawanie macierzy
    - mnożenie macierzy
    - mnożenie przez skalar
    - podnoszenie do potęgi
    - znajdowanie macierzy odwrotnej
    - znajdowanie eksponenty macierzy

  - działania zewnętrzne (wynikiem działania jest skalar)
    - znajdowanie śladu macierzy
    - znajdowanie wyznacznika macierzy
- działania na funkcjach:
  - przyporządkowanie funkcji liczby (funkcjonał), np. całka oznaczona
  - dodawanie funkcji {\displaystyle f+g}
  - mnożenie funkcji {\displaystyle f\cdot g}
  - składanie funkcji, splot funkcji

– w wyniku ostatnich 3 działań otrzymuje się inną funkcję.
Np. za pomocą mnożenia macierzy opisujących obroty otrzymuje się macierz odpowiadającą jakiemuś innemu obrotowi

## Działanie jako operator i relacja
(1) Działanie jest rodzajem operatora. Można mówić „operator dodawania” – wyrażenie to podkreśla, iż działanie jest pewną operacją abstrakcyjną, funkcją,
(2) Działanie {\displaystyle n}-argumentowe jest {\displaystyle (n+1)}-argumentową relacją, która jest funkcyjna na swoich pierwszych {\displaystyle n} dziedzinach.

## Własności działań
Działania mogą przejawiać pewne szczególne własności, np.
- alternatywność,
- antyprzemienność,
- idempotentność,
- łączność,
- przemienność,
- itp.

Im więcej własności mają działania w danym zbiorze, tym zbiór tworzy bardziej subtelną strukturę algebraiczną.

## Działania wewnętrzne i zewnętrzne
(1) Działanie wewnętrzne – funkcja, która przyporządkowuje n elementom danego zbioru jeden element tego zbioru; dziedziną jest iloczyn kartezjański jednej lub większej liczby egzemplarzy przeciwdziedziny; mówi się wtedy, że zbiór jest zamknięty ze względu na to działanie.
(2) Działanie zewnętrzne – funkcja, które przyporządkowują n elementom danego zbioru jeden element innego zbioru (zob. Przykłady).

## Symbole działań

### Znak mnożenia
Kiedy nie ma operatora pomiędzy zmiennymi lub wyrażeniami, albo kiedy występuje znak „{\displaystyle \times }”, implikowany jest symbol mnożenia.
Np. {\displaystyle 3\times x^{2}} pisane jest jako {\displaystyle 3x^{2},} a {\displaystyle 2\times x\times y} jako {\displaystyle 2xy}.
Czasami symbole mnożenia zastępowane są przez kropkę, więc {\displaystyle x\times y} pisane jest jako {\displaystyle x\cdot y.}
W nieformatowanych dokumentach, językach programowania i kalkulatorach do definiowania mnożenia używa się symbolu pojedynczej gwiazdki, na przykład działanie {\displaystyle 3x} pisane jest jako {\displaystyle 3*x}.

### Znak dzielenia
W działaniach dzielenia zamiast znaku dzielenia „{\displaystyle \div }”, korzysta się z poziomej linii, na przykład {\displaystyle {\frac {2}{x+4}}.}
W tekstach nieformatowanych oraz w językach programowania używa się ukośnika, np. {\displaystyle 5/(x+4).}

### Znak potęgi
Wykładniki potęg zapisywane są w indeksie górnym po prawej stronie podstawy, np. {\displaystyle x^{2}.}
W tekstach nieformatowanych i w języku znaczników TeX symbolem karety ^ oznacza się wykładniki potęg, dlatego {\displaystyle x^{2}} pisane jest jako x^2.
W językach programowania takich jak Ada, Fortran, Perl, Python i Ruby używa się podwójnej gwiazdki, więc {\displaystyle x^{2}} zapisuje się jako {\displaystyle x**2.}

### Znak plus-minus
Znak plus-minus, {\displaystyle \pm ,} używa się jako skrótu do zapisywania dwóch wyrażeń za pomocą jednego, określając jedno wyrażenie ze znakiem dodawania, a drugie ze znakiem odejmowania. Przykładowo {\displaystyle y=x\pm 1} przedstawia dwa równania {\displaystyle y=x+1} oraz {\displaystyle y=x-1.} Czasami plus-minus wykorzystywany jest do zapisu dodatniego lub ujemnego wyrażenia tak jak {\displaystyle \pm x.}

## Przykłady

### Działania zeroargumentowe
Element neutralny działania (o ile istnieje) jest działaniem zeroargumentowym.
Np.
- zero względem dodawania dla
  - liczb naturalnych (monoid),
  - całkowitych ( pierścień),
  - wymiernych, rzeczywistych, zespolonych ( ciała),

- jedynka względem mnożenia dla
  - dodatnich liczb naturalnych (półgrupa),
  - liczb całkowitych (pierścień z jedynką),
  - wymiernych, rzeczywistych, zespolonych (ciała),
  - w kwaternionach (pierścień z dzieleniem),
- wektor zerowy (dla dodawania) w przypadku przestrzeni liniowych czy algebr liniowych

### Działania jednoargumentowe
Za działania jednoargumentowe można uważać funkcje ustalonego zbioru w siebie, np. silnię, funkcje trygonometryczne, funkcję wykładniczą (o ustalonej podstawie), potęgowanie (przy ustalonym wykładniku) i pierwiastkowanie (ustalonego stopnia).

### Działania dwuargumentowe
Element odwrotny względem działania dwuargumentowego w dowolnej strukturze algebraicznej (o ile istnieje) jest działaniem jednoargumentowym.
Np. w dowolnej grupie (w tym dodawania w pierścieniach, ciałach, przestrzeniach liniowych czy mnożenia w ciałach; zob. grupa addytywna, grupa multiplikatywna).
Działania dwuargumentowe są zasadniczym przedmiotem badań algebry uniwersalnej; strukturę złożoną ze zbioru i działania dwuargumentowego na nim określonego nazywa się grupoidem. Nałożenie dodatkowych warunków na działanie daje inne struktury.

### Zbiory z jednym działaniem
- półgrupa – grupoid z działaniem łącznym[14],
- półgrupa z działaniem zeroargumentowym (element neutralny) – monoid,
- monoid z działaniem jednoargumentowym odwracania elementu nazywa się grupą,

czyli grupa to zbiór z trzema działaniami: dwu-, jedno- i zeroargumentowym (grupowe, odwracanie i element neutralny).
Grupę można także określić jako zbiór z jednym działaniem dwuargumentowym (odwrotność powyższego działania grupowego, w notacji multiplikatywnej nazywane jest „dzieleniem”, a w addytywnej – „odejmowaniem”).
Grupę można również scharakteryzować jako zbiór z rodziną działań jednoargumentowych: mnożeń lewostronnych każdego elementu przez dowolny inny.

### Zbiory z dwoma działaniami
Bada się również zbiory z dwoma działaniami, zwykle związanymi ze sobą warunkiem rozdzielności. Np. pierścień to zbiór
- z dwoma działaniami dwuargumentowymi (łączne i przemienne dodawanie oraz łączne mnożenie – rozdzielne względem siebie),
- jednym jednoargumentowym (branie elementu przeciwnego),
- jednym zeroargumentowym (zero – element neutralny dodawania)[16],
- dodając działanie zeroargumentowe w postaci elementu neutralnego mnożenia (jedynka) otrzymuje się pierścień z jedynką,
- żądając przemienności mnożenia uzyskuje się pierścień przemienny,
- pierścień z jedynką, w którym określono działanie odwracania elementu nazywa się pierścieniem z dzieleniem,
- jeżeli mnożenie jest przemienne, to taki pierścień nazywa się ciałem.

Innymi słowy: zbiór ze strukturą grupy przemiennej i ten sam zbiór bez wyróżnionego elementu (zera) ze strukturą półgrupy, których działania są względem siebie rozdzielne tworzy pierścień. Zastąpienie półgrupy monoidem, grupą albo grupą przemienną daje odpowiednio pierścień z jedynką, pierścień z dzieleniem oraz ciało.

### Zbiory z trzema działaniami
Przykładem działania trójargumentowego jest iloczyn mieszany określony na trójwymiarowej przestrzeni euklidesowej w tę przestrzeń, w której określone są działania:
- iloczyn skalarny (przemienny, w dowolnym wymiarze)
- iloczyn wektorowy (antyprzemienny, tylko w trzecim wymiarze[18]).
- powyższe dwa działania służą zdefiniowaniu iloczynu mieszanego

### Działania zewnętrzne
Działania zewnętrzne to np.
- funkcje zbioru w inny (działania jednoargumentowe),
- mnożenie przez skalar w algebrach liniowych, przestrzeniach liniowych czy modułach (grupy przemienne ze wspomnianym działaniem, rozdzielnym względem działania grupowego) czy ogólniej: działanie grupy na zbiorze.